# Beneken Antal
Beneken Antal (Ungvár, 1700 körül – Belgrád, 1735. január 14.) jezsuita rendi pap, hitszónok.

## Élete
Ungvári származású; gimnáziumi tanulmányait Nagyszombatban végezte. 1717-ben vétetett fel a Jézus-társaságba. A filozófiát Grazban, a teológiát 1728 és 1732 között Nagyszombatban végezte. 1725–1726-ban Nagyszombatban, majd Kassán és Selmecen volt gimnáziumi tanár, innét 1734-ben Belgrádba küldetett, ahol német szónoklatokat tartott. Járványos betegek ápolása során érte a halál.

## Munkái
- Hungaria nova a veteri in jus vocata, carmine elegiaco. Tyrnaviae, 1726
- Castor et Pollux. Uo. 1727